# Apple Watch Series 4
Apple Watch Series 4（アップルウォッチ シリーズフォー）は、Appleが開発・販売していたスマートウォッチ。アメリカ合衆国カリフォルニア州クパチーノのスティーブ・ジョブズ・シアターで開催された2018年のAppleスペシャルイベントで公開された。批評家からはほぼ肯定的な評価を受けている。

## 仕様
Apple Watch Series 4にはApple S4デュアルコアプロセッサが搭載されており、AppleはS3の2倍のパフォーマンスを実現できると主張している。また、16GBのストレージを搭載し、Series 3に比べてディスプレイが大きくなったことや、手首と反対側の手の指の電位差を30秒以上かけて計測する電気式心臓センサーを新たに搭載したことなどが特徴となっている。心電図は、民生用機器としては初となる米国食品医薬品局の承認を受け、米国心臓協会の支援を受けている。また、転倒を検出することができ、ユーザーが発信電話をキャンセルしない限り、自動的に緊急サービスに連絡する機能も搭載されている。マイクをサイドボタンとデジタルクラウンの間の反対側に移動させ、通話品質を向上させた。その他の変更点としては、Apple Haptic Engineによる触覚フィードバックを組み込んだデジタルクラウンや、Appleが設計した新しいW3ワイヤレスチップが含まれている。
発売時から備えている機能で日本では使えなかったものとして、心電図計測があるが、watchOS 7.3から利用できるようになった。

## 批評

### 批評家
Apple Watch Series 4は、批評家からほとんど肯定的なレビューを受けた。TechRadarは4.5/5のスコアを与え、短いバッテリー寿命を批判しながらも最高のスマートウォッチのひとつと呼んでいる。Digital Trendsは5/5のスコアを与え、Appleの最高の製品と呼び、デザイン、品質、ソフトウェアなどを賞賛する一方で、バッテリーの寿命を批判している。CNETは8.2/10のスコアを与え、バッテリー寿命と文字盤のオプションの欠如を批判しながらも、「総合的に最高のスマートウォッチ」と呼んでいる。T3は5/5のスコアを与え、薄いボディとSeries 3と比較して大きな画面、搭載されている健康機能を理由に「真の次世代スマートウォッチ」と呼んでいる。

### 販売台数
Apple Watch Series 4は2018年に1150万台を販売し、2018年に最も売れたスマートウォッチとなった。